# Boutferda
Boutferda (àrab: بوتفردة, Būtfarda; àrab: ⴱⵓⵜⴼⵔⴷⴰ) és una comuna rural de la província de Béni Mellal, a la regió de Béni Mellal-Khénifra, al Marroc. Segons el cens de 2014 tenia una població total de 7.391 persones.